# Rainer Kussmaul
Rainer Kussmaul   (Mannheim, 3 de juny de 1946 - Friburg de Brisgòvia, 27 de març de 2017) fou un violinista alemany.

## Biografia
Rainer Kussmaul rebé les primeres classes de violí de son pare Willi Kussmaul, que era viola solista a l'Orquestra del Teatre Nacional de Mannheim. Després d'estudiar a l'Escola Superior de Música de Stuttgart amb Ricardo Odnoposoff, guanyà nombrosos concursos internacionals, tant com a solista, com també amb el Stuttgarter Klaviertrio. La seua activitat concertística el portà a viatjar arreu del món.
Kussmaul fou un mestre de renom internacional, impartint classes a l'Escola Superior de Música de Friburg, on intruduí molts dels seus alumnes en les possibilitats sonores del violí barroc per al repertori corresponent. Fou director de la Carl-Flesch-Akademie Baden-Baden, a més d'impartir classes als EUA, Canadà, Austràlia, Suècia, Suïssa i Japó. De 1993 fins a 1997 fou primer concertino de l'Orquestra Filharmònica de Berlín sota la direcció de Claudio Abbado, contribuïnt a donar-li un so homogeni i eloqüent mitjançant elements de la pràctica interpretativa informada històricament. El 1995 fundà, junt amb altres membres de la Filharmònica de Berlin, els Berliner Barocksolisten, que van actuar fins al 2010 baix la seua direcció. Alumnes de Kussmaul van fundar el 1985 la Freiburger Barockorchester, que ha assolit un renom internacional. Rainer Kussmaul rebé premis discogràfics importants, com ara l'Echo-Klassik-Preis i el Grammy l'any 2005. Tocava un violí atribuït a Antonio Stradivari de l'any 1724.

## Premis i reconeixements
- Concurs internacional ARD, Múnic
- Concurs Enescu, Bucarest
- Concurs Bach, Leipzig
- 2005: Grammy Award
- 2010: Orde al Mèrit de la República Federal Alemanya[3]
- 2012: Premi Reinhold-Schneider de la Ciutat de Freiburg im Breisgau
- Nombrosos premis Echo-Klassik
- 2017: Ciutadà d'Honor de Sessa Aurunca, Itàlia[4]